# 怀疑论者莉萨
《怀疑论者莉萨》（英語：Lisa the Skeptic）是美国动画情景喜剧《辛普森一家》第9季的第8集，也是全剧的第186集，于1997年11月23日通过福克斯广播公司在美国首播。剧情讲述莉萨·辛普森在同班上同学一起外出进行考古挖掘时发现一尊看起来很像天使的骨架，春田镇其他居民都认为这是天使的骨架，但莉萨对此深表怀疑，觉得其中一定有某种合理的科学解释。本集由大卫·科恩编剧，他是在参观美国自然史博物馆后萌生灵感，决定将这集节目的主题从一定程度上和斯科普斯猴子审判案联系起来。
节目播出后获得评论界的普遍好评，学术界对剧中涉及的虚拟现实、本体论、存在主义和怀疑论进行探讨，基督教宗教教育课程中也曾用这一集来激发有关天使、怀疑论、科学和信仰的讨论。

## 剧情
霍默·辛普森本打算領取在某“警察抽奖”活动中赢得的一艘摩托艇，但这实际上却是一次诱捕行动。一家人在回家的路上经过春田镇興建中的商场，商场所在地曾发掘出大量化石。莉萨到工地向商場負責人抗議興建事宜，對方起初譏笑，其後則允許了讓孩子們來進行考古挖掘，而莉萨其後也成功使得她的学校方面开展考古挖掘活动。莉萨在挖掘期间找到一幅长有翅膀的人类骨架，镇上其他居民都相信这肯定是天使的骨架，霍默趁機将骨架運回家中，之後又將骨架放在車庫對鎮上居民作收費展出。莉萨并不相信镇上居民的判断，她偷偷取了骨架的樣本，拜託史蒂芬·古尔德作檢測。次日，古尔德博士来到辛普森家中，當眾告诉莉萨测试没能得到确定性的结果，莉萨於是被奚落了一番。在回到屋內後，莉萨又與母親玛琦在信仰問題上弄得有點不愉快。之後莉萨上了电视發表意見，把相信有天使和相信有独角兽或拉布列康相提并论（新闻主播布罗克曼则称拉布列康已经灭绝），聲稱要麼接受科學、面對現實，又或者相信天使、活在幻想世界。她的话激怒了不少鎮上居民，他们开始集体衝擊、摧毁所有的科研机构（甚至还包括基督教科学阅览室）。看到暴力事件的報導後，莉萨甚為氣惱，于是前去车库摧毁骨架，但却发现骨架不见了。暴民很快聚集到辛普森家门前，莉萨马上就被拘捕，并以摧毁骨架的罪名受到起诉。
审判开始前，骨架再度出现在法庭外，人們峰擁而出。他們發現骨架上面还带有信息，称“末日”会在日落时降临。同时，斯奈德法官在變得空蕩的法庭中宣判莉萨無罪，並发布禁制令，规定宗教要跟科学一直保持500码距离。日落临近，春田镇上的居民都很害怕，但却没有發生任何灾难性的事件。正当莉萨开始對眾人說教时，骨架突然发出声音並騰空升起，大喊“准备迎接末日……高价的末日！”然后挂在新落成的“天堂山商场”入口上方，原来商场在莉萨的学校进行考古挖掘后已经建成。商場負責人此時走了出來，莉萨亦意识到这所谓的“末日将近”只是商场的宣传噱头，利用的是人们心灵深处的信仰，她表示被激怒了。可惜，一心只想占便宜的公众无视了莉萨，一窝蜂地前去购物。莉萨問古尔德博士為什麼檢測沒有得出骨架是冒牌貨的結論，古尔德博士則坦承自己根本就没有做檢測。玛琦稱莉萨可能是對的，但也表示，當骨架開始說話的時候，莉萨緊緊地握著她的手。莉萨声称那只是因為聲音太大，但她感謝了母親也握著她的手。玛琦回應道，「任何時候，我的天使」，最後兩人牽手離去。

## 制作

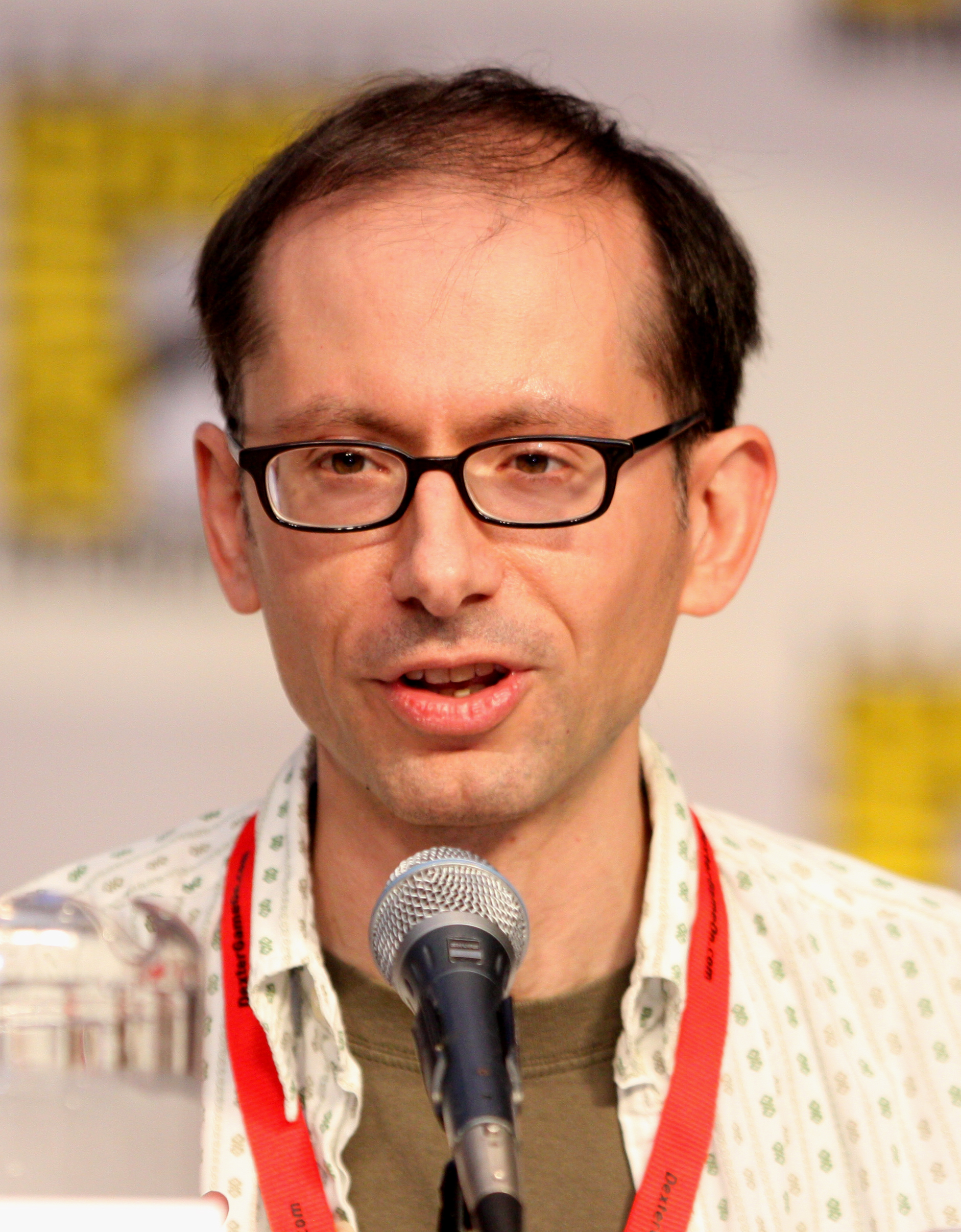
大卫·科恩在参观美国自然史博物馆后产生本集的创作灵感

《怀疑论者莉萨》由大卫·科恩（David X. Cohen）编剧，尼尔·阿弗莱克（Neil Affleck）执导。科恩是在前往曼哈顿参观美国自然史博物馆时獲得灵感，决定将这次参观转变成“商务旅行”，开始设想将一集节目同该博物馆联系起来。起初他打算让莉萨找到一幅“缺失环节”骨架，将节目主题同斯科普斯猴子审判案联系起来。在编剧乔治·迈尔（George Meyer）的说服下，科恩改变主意，将节目重心放在“天使”骨架上的同时，也强调宗教和科学之间的冲突。两位编剧一致认为，“天使骨架”是非常愚蠢的东西，天使怎么会死亡，同时他们又怎么会有骨架留存，但他们还是决定朝这个方向走下去。
早期的剧本中一度安排骨架由糕点面团制成，是商场烘烤出来的食品。科恩曾在哈佛大学学过古尔德博士的古生物学入门课程，一度将剧本中的史蒂芬·古尔德描绘成普通的科学家或是古生物学家，没想到剧组最终会真的找上古尔德博士。古尔德只对剧本中的一句台词提出反对意见，这句台词介绍他是“世界上最了不起的古生物学家”。起初他的最后一句台词是：“我没做测试，我有更重要的工作要做。”但两位编剧之后觉得应该把这句话改短，并且这样的话未免有些太过刻薄，因此干脆删除。玛琦在节目的早期版本并没有站在女儿一边，为此她还向莉萨道歉，这样莉萨就成为镇上唯一一个自始至终都正确的人。

## 主题
作家乔利·伍德（Joley Wood）在分析观看电视剧《迷失》对当代文化的影响，以及人们对现实的看法时，将《怀疑论者莉萨》和另類實境遊戲对比。丹·奥布莱恩（Dan O'Brien）在《知识理论简介》（An Introduction to the Theory of Knowledge）一书中以本集为论据，探讨本体论、怀疑论和宗教信仰。对于莉萨的怀疑是否合理这样的问题，奥布莱恩留给读者自行判断。《辛普森一家与哲学：霍默的D'oh!》（The Simpsons and Philosophy: The D'oh! of Homer）一书指出，《怀疑论者莉萨》说明了莉萨被他人视为书子的原因。书中还认为，这集节目说明莉萨也会犯错，片中骨架看起来似乎在说话时，她就像其他人一样害怕。克里斯·特纳（Chris Turner）在《辛普森行星》（Planet Simpson）一书中认为，莉萨对商场营销噱头的无奈感正是她在《辛普森一家》中不断与企业发生冲突的典型范例。特纳还与奥布莱恩有类似看法，他同样分析了本集中莉萨对存在主义、自我吸收和消费的疑问。《辛普森一家心理学》一书对莉萨在本集节目中表现出的愤怒程度加以探讨，书中认为，在这样的特殊情况下，愤怒让她既能勇于面对社会不公，又能保持批判性思维所需要的清醒头脑。网站的马克·德明（Mark Demming）指出，莉萨在本集中象征坚持理性的一面，她的母亲玛琦则代表信仰和精神。
卡玛·沃尔托南（Karma Waltonen）和丹尼斯·杜·弗奈（Denise Du Vernay）在2010年的著作《课堂中的辛普森一家》（The Simpsons in the Classroom）中认为，《怀疑论者莉萨》是教师和教授在宗教或文化研究课程中可以使用的最佳教材之一，书中还特别指出，虽然莉萨在这集的大部分时间里都是唯一的怀疑论者，但却只有她才对商场的宣传噱头感到冒犯。塞缪尔··帕尔文（Samuel F. Parvin）的《辛普森一家中的福音：群体学习主导者指南》（The Gospel According to the Simpsons: Leader's Guide for Group Study）是马克·平斯基（Mark I. Pinsky）《辛普森一家中的福音》（The Gospel According to the Simpsons）一书的群体学习指南。在涉及《怀疑论者莉萨》的章节里，帕尔文的书中将怀疑论者定义为：“对他人普遍接受的看法存在疑问、怀疑或持开放态度的人”。书中要求学习团体以这集电视剧为背景，对其他无法解释的现象展开辩论，这些现象包括不明飞行物、尼斯湖水怪、雪人、百慕大三角、亚特兰蒂斯、濒死经验、转世、灵媒、通灵和算命等。平斯基的书中则认为，莉莎面临的是对抗宗教歇斯底里和迷信的艰巨任务，而且她还要试着将科学和自己的信仰相调和。书中还认为，當麗莎要求史蒂芬·古爾德對骨架樣本作檢測的時候，兩人都沒有提出一個明顯和基本的神學問題，那就是天使作為精神實體，不甚可能會有骨架留下來。

## 文化指涉
莉萨在斯奈德法官主持的法庭上受审，罪名是摧毁天使的骨架，这一幕意指20世纪20年代田纳西州瑞县县城代顿（Dayton）发生的斯科普斯猴子审判案，该案涉及政教分离问题和创造论与演化之间的辩论。平斯基的书中还将天堂山商场的宣传噱头和加的夫巨人、皮尔当人这样的科学恶作剧相提并论。莉萨在节目接近尾声时问起维古姆警长，大家是否對被宣传噱头愚弄感到愤怒，警长还没来得及回答，就被新商场的家俱连锁店陶瓷谷仓吸引了目光。莉萨和同学一起进行考古挖掘时有一个人物背对日落的剪影镜头，这个镜头是模仿1981年电影《法柜奇兵》摄制。

## 反响
《怀疑论者莉萨》于1997年11月23日通过福克斯在美国首播。根据尼尔森收视率调查结果，节目的收视率为9.5，相当于吸引了约930万家庭收看，在11月17至23日这周的所有美国电视节目里排名第37位。这个成绩在福克斯该周的所有电视节目里可以排到第3位，仅次于《X档案》和《山丘之王》（King of the Hill）。
唐纳德·莱本森（Donald Liebenson）在网站的影评栏目中表示，《怀疑论者莉萨》和《巴特出卖灵魂》（Bart Sells His Soul）都屬於《辛普森一家》當中最出色的剧集。他还指出，《怀疑论者莉萨》毫无说教，也并不特别有趣，但其中的内容却非常有力，意指节目结尾的圣经启示文学主题。2007年7月26日发行的《自然》期刊刊登文章，将本集列入“《辛普森一家》十大科学瞬间”。2003年，盐湖城某圣公会主日学班级以《怀疑论者莉萨》为工具，激发班上14岁学童对有关天使的信仰，以及科学和信仰的并列展开讨论，还将节目和《箴言》14章第15节对比。
英国的法明顿信托用《怀疑论者莉萨》作用基督教宗教教育课程素材，教导学生怀疑论相关知识。课程中还以这集为工具，引导学生对宗教和科学展开辩论，同时探讨莉萨的怀疑态度，以及她对别人的尊重。加尔文学院的《辛普森一家》爱好者也从宗教和哲学角度对这集进行分析，其中同样包含信仰对抗科学的问题。还有文章中将本集与加夫列尔·加西亚·马尔克斯的短篇故事《巨翅老人》（A Very Old Man with Enormous Wings）相比，纽约州阿尔斯特县索格蒂斯（Saugerties）某小学也以《怀疑论者莉萨》作为教学工具。之后的考试中还要求学生从《巨翅老人》和《怀疑论者莉萨》中取材，分析谚语“眼见不一定为实”。